# Межгорье (Ивано-Франковская область)
Межго́рье (укр. Міжгір'я, до 25 ноября 1963 г. — Майда́н) — село в Дзвинячской сельской общине Ивано-Франковского района Ивано-Франковской области Украины.
Население по переписи 2001 года составляло 652 человека. Занимает площадь 88 км². Почтовый индекс — 77730. Телефонный код — 03471.